# Saint-Martin-d'Uriage
Pour les articles homonymes, voir Saint-Martin.
Saint-Martin-d'Uriage est une commune française située dans le département de l'Isère, en région Auvergne-Rhône-Alpes.
Ses habitants sont appelés les  Saint-Martinois (Saint-Martinoises).

## Géographie

### Situation et description

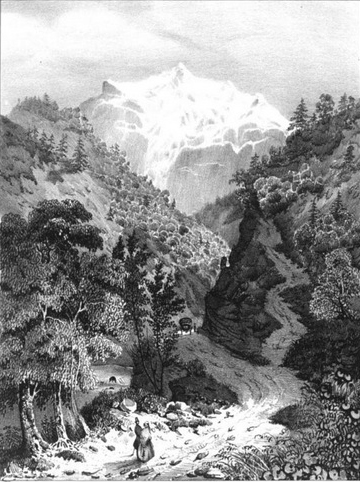
Les gorges du Sonnant au XIXe siècle illustrées par Victor Cassien (1808 - 1893).

La commune est située au sud-est de l'agglomération grenobloise et elle est rattachée à la communauté de communes Le Grésivaudan, au pied de la chaîne de Belledonne.

### Communes limitrophes
| Gières Venon Murianette | Domène (quadripoint)  | Revel      |
| Herbeys                 | Saint-Martin-d'Uriage |            |
| Vaulnaveys-le-Haut      |                       | Chamrousse |

### Climat
Pour des articles plus généraux, voir Climat d'Auvergne-Rhône-Alpes et Climat de l'Isère.
En 2010, le climat de la commune est de type climat de montagne, selon une étude du Centre national de la recherche scientifique s'appuyant sur une série de données couvrant la période 1971-2000. En 2020, Météo-France publie une typologie des climats de la France métropolitaine dans laquelle la commune est exposée à un climat de montagne ou de marges de montagne et est dans la région climatique  Alpes du nord, caractérisée par une pluviométrie annuelle de 1 200 à 1 500 mm, irrégulièrement répartie en été. 
Pour la période 1971-2000, la température annuelle moyenne est de 9,9 °C, avec une amplitude thermique annuelle de 18,4 °C. Le cumul annuel moyen de précipitations est de 1 254 mm, avec 9,8 jours de précipitations en janvier et 7,6 jours en juillet. Pour la période 1991-2020, la température moyenne annuelle observée sur la station météorologique de Météo-France la plus proche, « Chamrousse », sur la commune de Chamrousse à 5 km à vol d'oiseau, est de 5,8 °C et le cumul annuel moyen de précipitations est de 1 219,3 mm,. Pour l'avenir, les paramètres climatiques de la commune estimés pour 2050 selon différents scénarios d'émission de gaz à effet de serre sont consultables sur un site dédié publié par Météo-France en novembre 2022.
| Mois                                  | jan.           | fév.           | mars           | avril         | mai           | juin          | jui.          | août          | sep.          | oct.          | nov.           | déc.           | année      |
| ------------------------------------- | -------------- | -------------- | -------------- | ------------- | ------------- | ------------- | ------------- | ------------- | ------------- | ------------- | -------------- | -------------- | ---------- |
| Température minimale moyenne (°C)     | −4,6           | −5,3           | −2,9           | 0,9           | 3,9           | 8,2           | 10,1          | 10,1          | 6,9           | 4,1           | −0,2           | −3,3           | 2,3        |
| Température moyenne (°C)              | −1,3           | −1,7           | 0,6            | 4,3           | 7,4           | 11,9          | 14            | 13,8          | 10,2          | 7,4           | 3              | 0,1            | 5,8        |
| Température maximale moyenne (°C)     | 2              | 1,9            | 4              | 7,8           | 10,9          | 15,5          | 18            | 17,4          | 13,5          | 10,7          | 6,1            | 3,4            | 9,3        |
| Record de froid (°C) date du record   | −18,5 27.01.05 | −23,3 05.02.12 | −17,9 01.03.05 | −12 07.04.08  | −7,7 06.05.19 | −3,4 02.06.06 | 0,8 10.07.07  | 0,6 10.08.07  | −3,9 27.09.20 | −9,4 29.10.12 | −15,7 27.11.10 | −17,7 20.12.09 | −23,3 2012 |
| Record de chaleur (°C) date du record | 16,8 13.01.07  | 16,7 04.02.04  | 16,4 17.03.04  | 18,5 28.04.12 | 24,6 22.05.22 | 27,7 26.06.19 | 28,6 18.07.23 | 28,7 24.08.23 | 23,9 04.09.23 | 21,8 07.10.09 | 19,2 10.11.15  | 15,2 02.12.15  | 28,7 2023  |
| Précipitations (mm)                   | 89,4           | 74,6           | 95,7           | 93,7          | 144,7         | 99,5          | 97,5          | 119,3         | 87,7          | 104,6         | 106,4          | 106,2          | 1 219,3    |

### Villages et hameaux
Saint-Martin d'Uriage possède un vaste territoire communal qui comprend les entités suivantes :

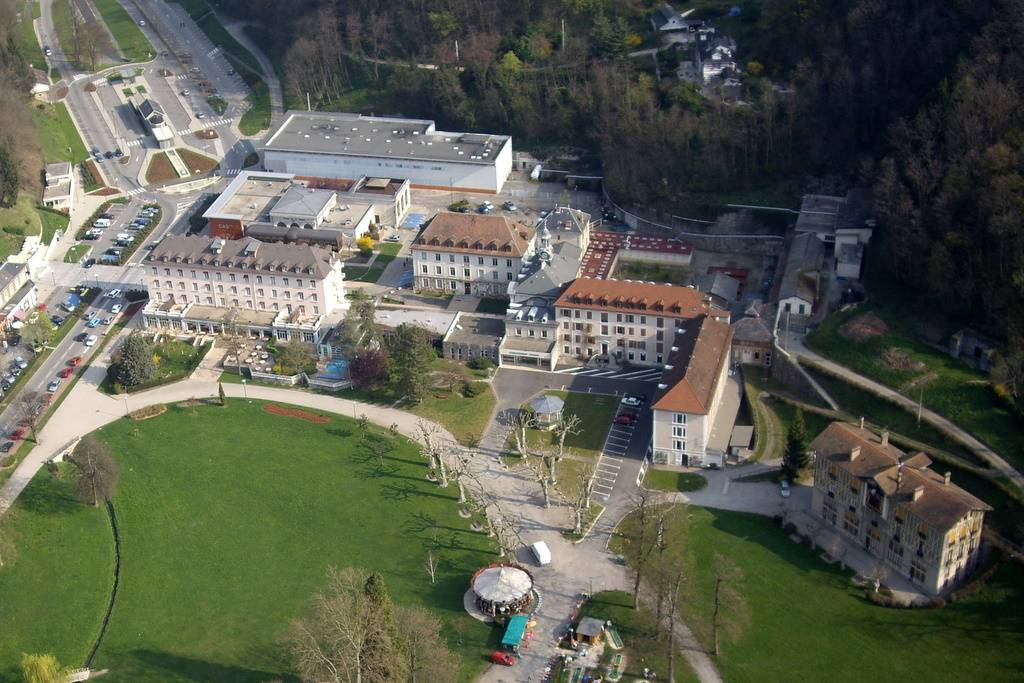
Vue aérienne du complexe thermal et du casino d'Uriage-les-Bains.

- Saint-Martin, le centre bourg principal, qui a donné son nom à la commune
- Saint-Nizier
- Le Pinet d'Uriage
- Villeneuve d'Uriage
- Uriage-les-Bains, établi en fond de vallée du Sonnant[7], le long de la D 524, station thermale dont les eaux étaient déjà appréciées à l'époque romaine et qui a pris son essor au XIXe siècle.

### Lieux-dits et écarts
- le Sonnant d'Uriage
- le Bouloud
- les Rossins (de Corps et de Saint Nizier)
- Corps d'Uriage
- le Penet
- la Ronzière
- le Belin
- les Ferrats
- la Grivolée
- les Cortières
- les Eaux
- la Croix de Pinet
- les Izards
- le Rocharey
- le Replat (de Pinet et de Bouloud)

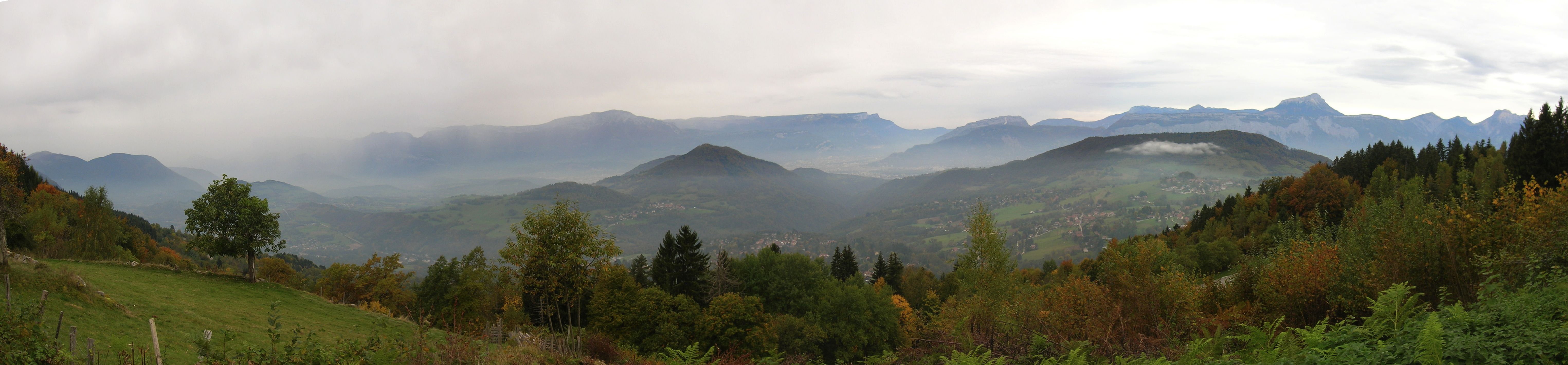
Les hameaux depuis le belvédère sous le marais de Seiglières (table d'orientation).

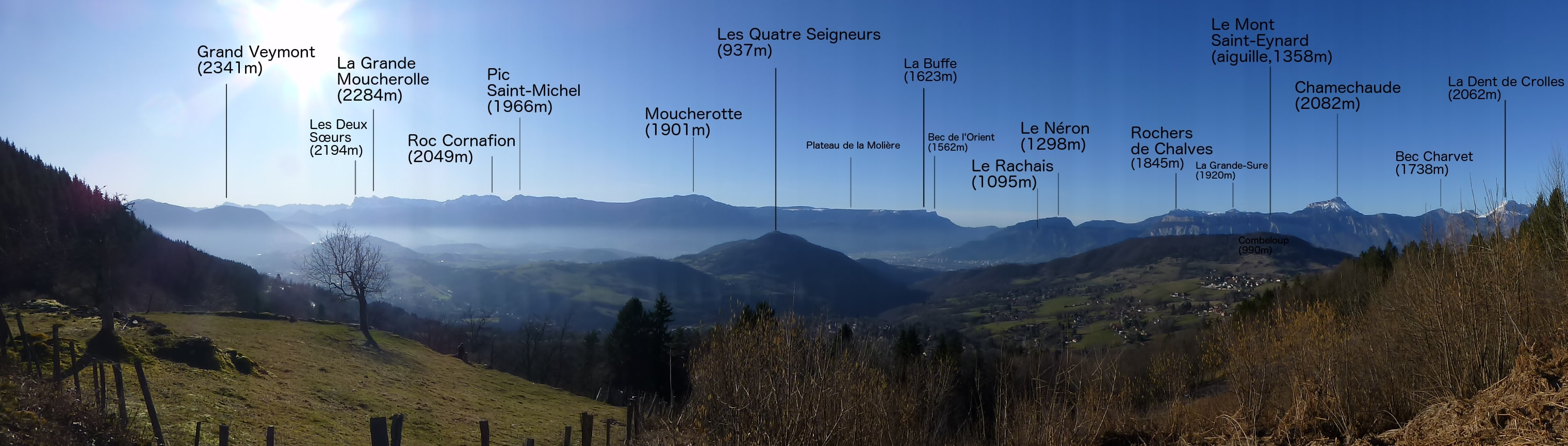
Panorama Vercors-Chartreuse depuis la table d'orientation des Seiglières, avec les noms et altitudes de sommets visibles.

- les Rapeaux
- les Oddoz
- le Bit
- la Planchette
- les Planches
- la Relatière
- le Replaton
- les Bonnets
- les Angères
- la Richardière
- Villeneuve
- le Chenevas

## Urbanisme

### Typologie
Au 1er janvier 2024, Saint-Martin-d'Uriage est catégorisée petite ville, selon la nouvelle grille communale de densité à sept niveaux définie par l'Insee en 2022.
Elle appartient à l'unité urbaine de Vizille, une agglomération intra-départementale regroupant sept  communes, dont elle est ville-centre,,. Par ailleurs la commune fait partie de l'aire d'attraction de Grenoble, dont elle est une commune de la couronne,. Cette aire, qui regroupe 204 communes, est catégorisée dans les aires de 700 000 habitants ou plus (hors Paris),.

### Occupation des sols
L'occupation des sols de la commune, telle qu'elle ressort de la base de données européenne d’occupation biophysique des sols Corine Land Cover (CLC), est marquée par l'importance des forêts et milieux semi-naturels (64,6 % en 2018), en diminution par rapport à 1990 (67,1 %). La répartition détaillée en 2018 est la suivante :
forêts (63,8 %), prairies (16,8 %), zones urbanisées (10,8 %), zones agricoles hétérogènes (7,7 %), espaces ouverts, sans ou avec peu de végétation (0,8 %). L'évolution de l’occupation des sols de la commune et de ses infrastructures peut être observée sur les différentes représentations cartographiques du territoire : la carte de Cassini (XVIIIe siècle), la carte d'état-major (1820-1866) et les cartes ou photos aériennes de l'IGN pour la période actuelle (1950 à aujourd'hui).

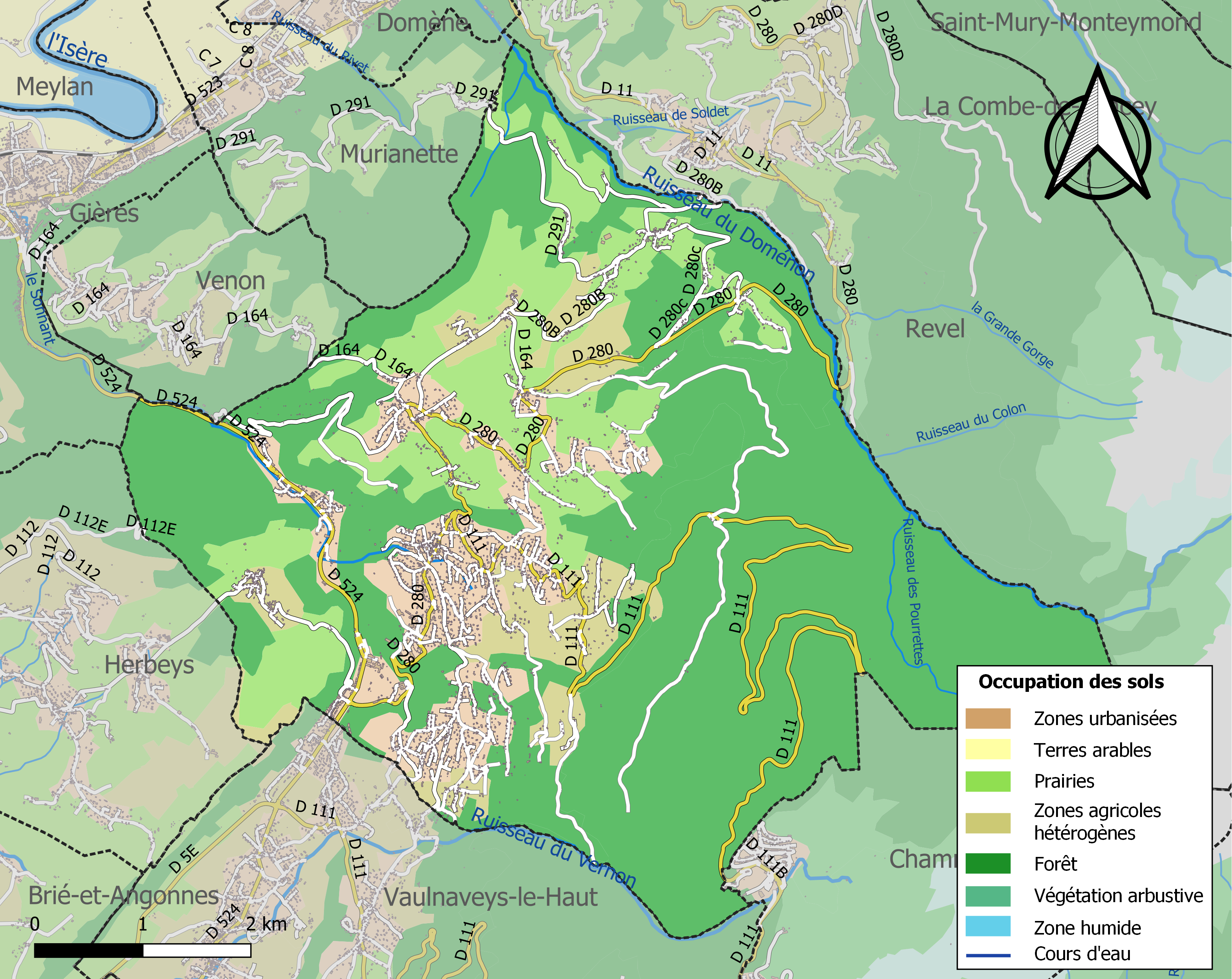
Carte des infrastructures et de l'occupation des sols de la commune en 2018 (CLC).

### Risques naturels et technologiques

#### Risques sismiques
L'ensemble du territoire de la commune de Saint-Martin-d'Uriage est situé en zone de sismicité no 4 (sur une échelle de 1 à 5), comme la plupart des communes de son secteur géographique, mais en limite de la zone no 3.
| Type de zone | Niveau            | Définitions (bâtiment à risque normal) |
| ------------ | ----------------- | -------------------------------------- |
| Zone 4       | Sismicité moyenne | accélération = 1,6 m/s2                |

## Histoire
Les premières traces d'occupation humaine remontent aux Allobroges. Le territoire est romanisé après les victoires romaines de 121 av. J.-C. On y implante entre les Ier et IVe siècles l’établissement thermal sans doute le plus important de Gaule : Urentes Aquae,.
Au XIe siècle, un certain Alemanus, probablement chevalier-guerrier-mercenaire, reçoit le terroir d’Uriage de l’évêque Isarn en récompense de sa participation à la défense du diocèse, repris aux Sarrasins. Alemanus est le premier seigneur d’Uriage connu, et à l’origine de la puissante famille féodale Alleman, fidèle des Dauphins, qui essaime dans tout le Dauphiné. Il fait tout d'abord ériger une tour de bois, qui deviendra rapidement château fort.
La seigneurie d'Uriage, vassale du Dauphin, est érigée en baronnie en 1496. Cette faveur est accordée par Charles VIII à Soffrey Alleman, cousin et frère d'armes du chevalier Bayard, certainement en reconnaissance des très nombreux services rendus par la famille Alleman au pouvoir royal.
Saint-Martin-d'Uriage, comme les communes voisines, fut secouée par les guerres de religion entre catholiques et protestants qui ensanglantèrent la France au cours du XVIe siècle (voir la bataille de Jarrie, appelée aussi bataille d'Uriage)[réf. souhaitée].
Lors de la Révolution française, Nicolas-François de Langon, seigneur d'Uriage, participe en tant que député à l'assemblée de Vizille puis aux états généraux de 1789.
À partir de 1821, Madeleine-Françoise de Langon, marquise de Gauteron (ou Gautheron), propriétaire du château d’Uriage, fait édifier sur son domaine un premier établissement thermal à la condition que le lieu soit réservé aux soins des indigents. À sa demande, la route d’Uriage à Gières par la gorge du Sonnant est rendue carrossable. Son neveu et héritier, Louis de Saint-Ferriol (1814-1877) œuvre pour le développement de la commune.
Durant la Première Guerre mondiale, Uriage accueille un hôpital militaire. Il est inauguré le 10 septembre 1914. Fonctionnant dans un premier temps comme une annexe de l’hôpital militaire de Grenoble, il devient l’Hôpital complémentaire no 42 le 1er avril 1915[réf. souhaitée].
Durant la Seconde Guerre mondiale, le château d'Uriage a été choisi par le régime de Vichy pour abriter l'École des cadres d'Uriage, remplacée en 1943 par l'École des cadres de la Milice[réf. souhaitée].

## Politique et administration

### Liste des maires

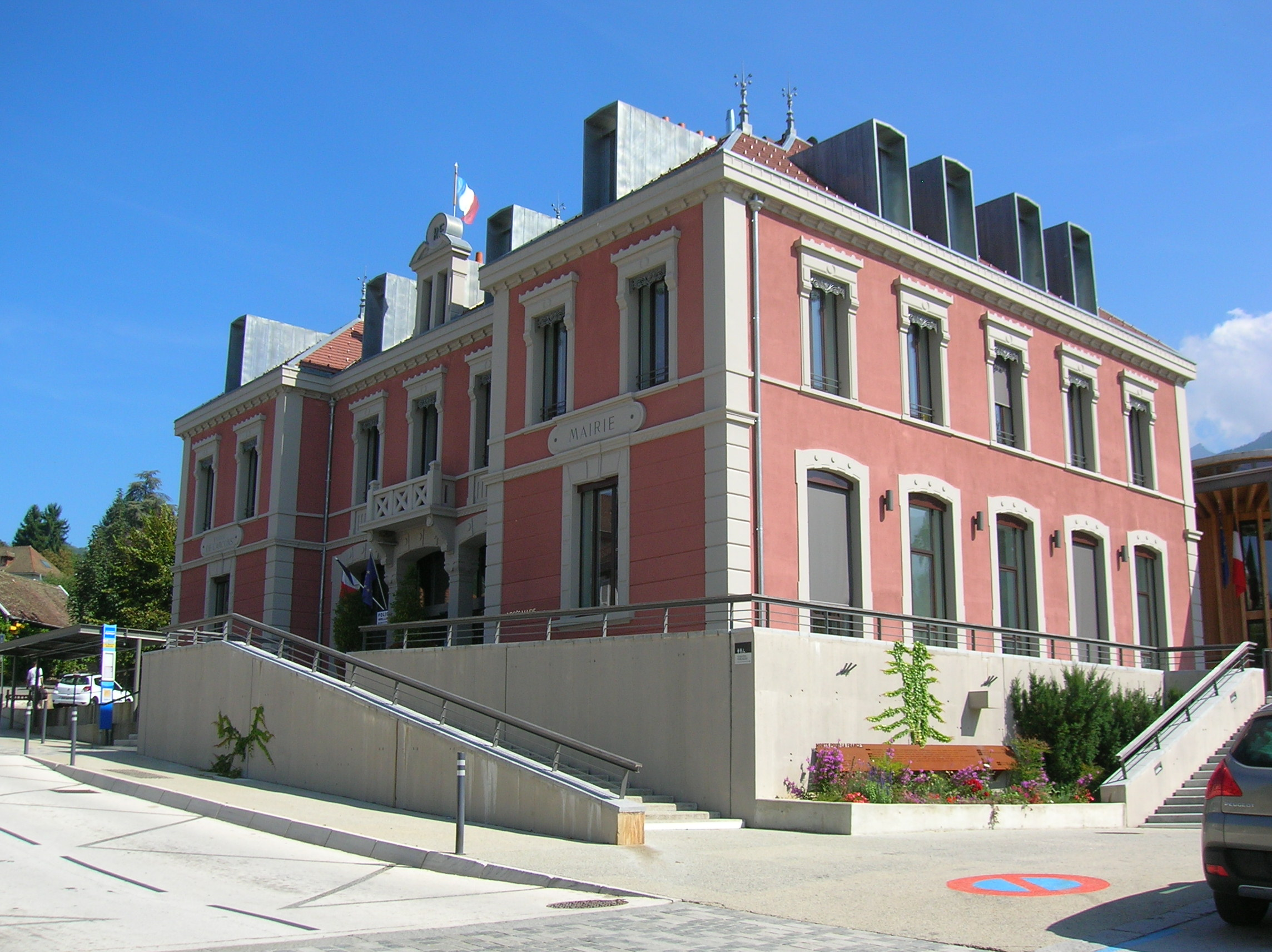
La mairie.

| Période                                  | Période   | Identité           | Étiquette | Qualité       |
| ---------------------------------------- | --------- | ------------------ | --------- | ------------- |
| juin 1995                                | mars 2008 | Jeannine Creissels | DVG       |               |
| mars 2008                                | mars 2014 | Bruno Murienne     |           |               |
| mars 2014                                | En cours  | Gérald Giraud      | SE-ÉCO    | Fonctionnaire |
| Les données manquantes sont à compléter. |           |                    |           |               |

## Population et société

### Démographie
L'évolution du nombre d'habitants est connue à travers les recensements de la population effectués dans la commune depuis 1793. Pour les communes de moins de 10 000 habitants, une enquête de recensement portant sur toute la population est réalisée tous les cinq ans, les populations de référence des années intermédiaires étant quant à elles estimées par interpolation ou extrapolation. Pour la commune, le premier recensement exhaustif entrant dans le cadre du nouveau dispositif a été réalisé en 2004.

En 2022, la commune comptait 5 512 habitants, en évolution de +1,77 % par rapport à 2016 (Isère : +3,07 %, France hors Mayotte : +2,11 %).
| 1793  | 1800  | 1806  | 1821  | 1831  | 1836  | 1841  | 1846  | 1851  |
| ----- | ----- | ----- | ----- | ----- | ----- | ----- | ----- | ----- |
| 1 916 | 1 893 | 1 896 | 2 171 | 2 454 | 2 380 | 2 591 | 2 600 | 2 400 |

| 1856  | 1861  | 1866  | 1872  | 1876  | 1881  | 1886  | 1891  | 1896  |
| ----- | ----- | ----- | ----- | ----- | ----- | ----- | ----- | ----- |
| 2 435 | 2 234 | 2 252 | 2 253 | 2 139 | 2 165 | 2 211 | 2 023 | 1 917 |

| 1901  | 1906  | 1911  | 1921  | 1926  | 1931  | 1936  | 1946  | 1954  |
| ----- | ----- | ----- | ----- | ----- | ----- | ----- | ----- | ----- |
| 1 784 | 1 661 | 1 630 | 1 407 | 1 374 | 1 314 | 1 253 | 1 293 | 1 659 |

| 1962  | 1968  | 1975  | 1982  | 1990  | 1999  | 2004  | 2006  | 2009  |
| ----- | ----- | ----- | ----- | ----- | ----- | ----- | ----- | ----- |
| 1 354 | 1 511 | 1 815 | 2 527 | 3 678 | 4 794 | 5 105 | 5 147 | 5 424 |

| 2014  | 2019  | 2022  | - | - | - | - | - | - |
| ----- | ----- | ----- | - | - | - | - | - | - |
| 5 398 | 5 512 | 5 512 | - | - | - | - | - | - |

### Festivités
Depuis 2002 a lieu à la fin de l'été le festival gratuit Uriage en Voix.

### Enseignement
La commune est rattachée à l'académie de Grenoble

### Sports
- La station de ski à Chamrousse est très proche.
- Randonnées.

### Médias
Historiquement, le quotidien à grand tirage régional Le Dauphiné libéré consacre de façon régulière dans son édition de Grenoble et du sud-Isère, un ou plusieurs articles à l'actualité du canton, de l'agglomération, quelquefois de la commune, ainsi que des informations sur les éventuelles manifestations, les travaux routiers, et autres événements divers à caractère local.

## Culture locale et patrimoine

### Lieux et monuments

#### Patrimoine religieux
- Chapelle de Saint-Nizier, à Saint-Nizier d'Uriage, datant de 1675, inscrite partiellement au titre des monuments historiques par arrêté du 19 mars 1991, à protection de l'autel majeur et des décors peints[24]. Située dans le petit cimetière du hameau, elle a été restaurée dans les années 2000. Elle abrite un tableau de 1757 représentant les deux patrons, saint Nizier et saint Denis, des fresques murales à l'italienne en trompe-l'œil, un autel en stuc peint et une chaire en bois de noyer surmontée d'un dais[25],[26].
- Chapelle Saint-Ferréol, au Pinet d'Uriage[27]. La chapelle est équipée de deux cloches installées en 1849. Plusieurs œuvres du sculpteur Pierre Szekely agrémentent la chapelle[28] : ferrures de la porte, mobilier, lustre, portrait spirituel de saint Ferréol.
- Église Saint-Martin, à Saint-Martin d'Uriage (centre-bourg), inaugurée en 1876 et bâtie en ciment Vicat[29]. Le clocher carré surmonté d’une flèche en tuf de la Balme de Casserousse (Chamrousse) abrite cinq cloches.
- Église Saint-Jean-Baptiste, dans le cimetière de Villeneuve d'Uriage. La cloche du 1618 est classée au titre des monuments historiques[30].
- Chapelle Saint-Luc, à Uriage-les-Bains[29]. Créée au milieu du XIXe siècle pour les curistes de la station d’Uriage, la chapelle a été entièrement transformée en un style contemporain en 1983 lors de son acquisition par le diocèse de Grenoble.

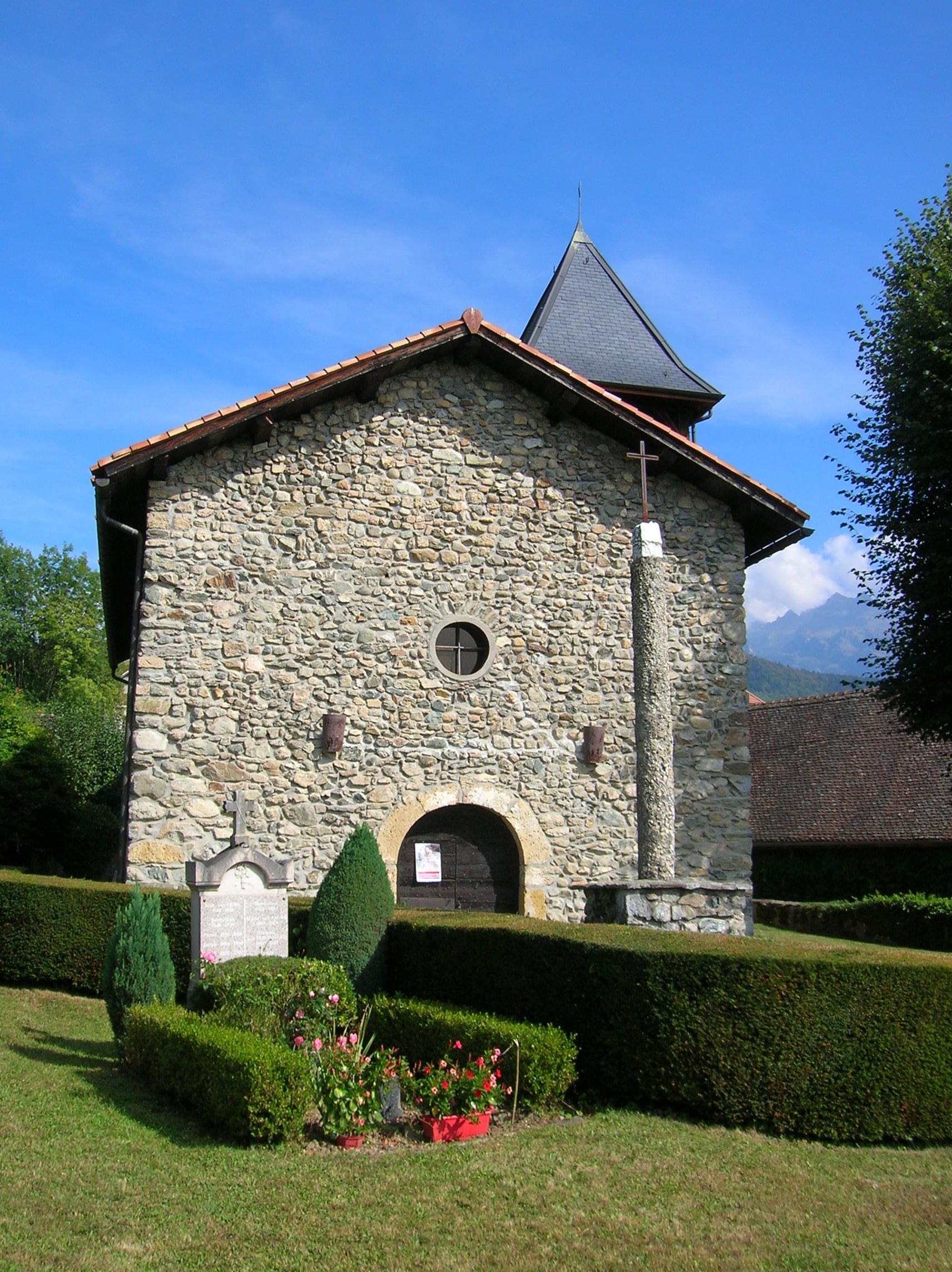
Chapelle Saint-Nizier
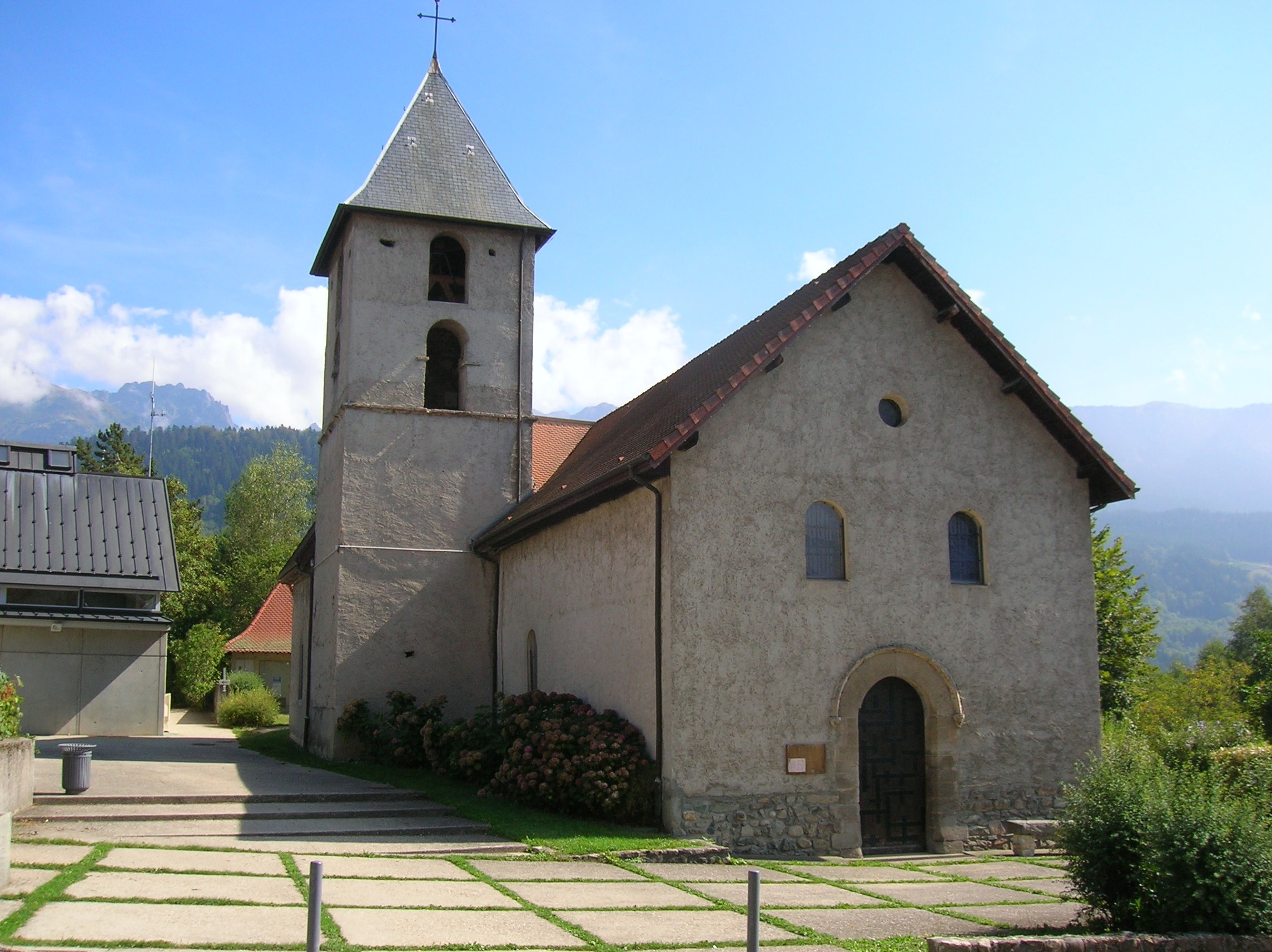
Chapelle Saint-Ferréol au Pinet
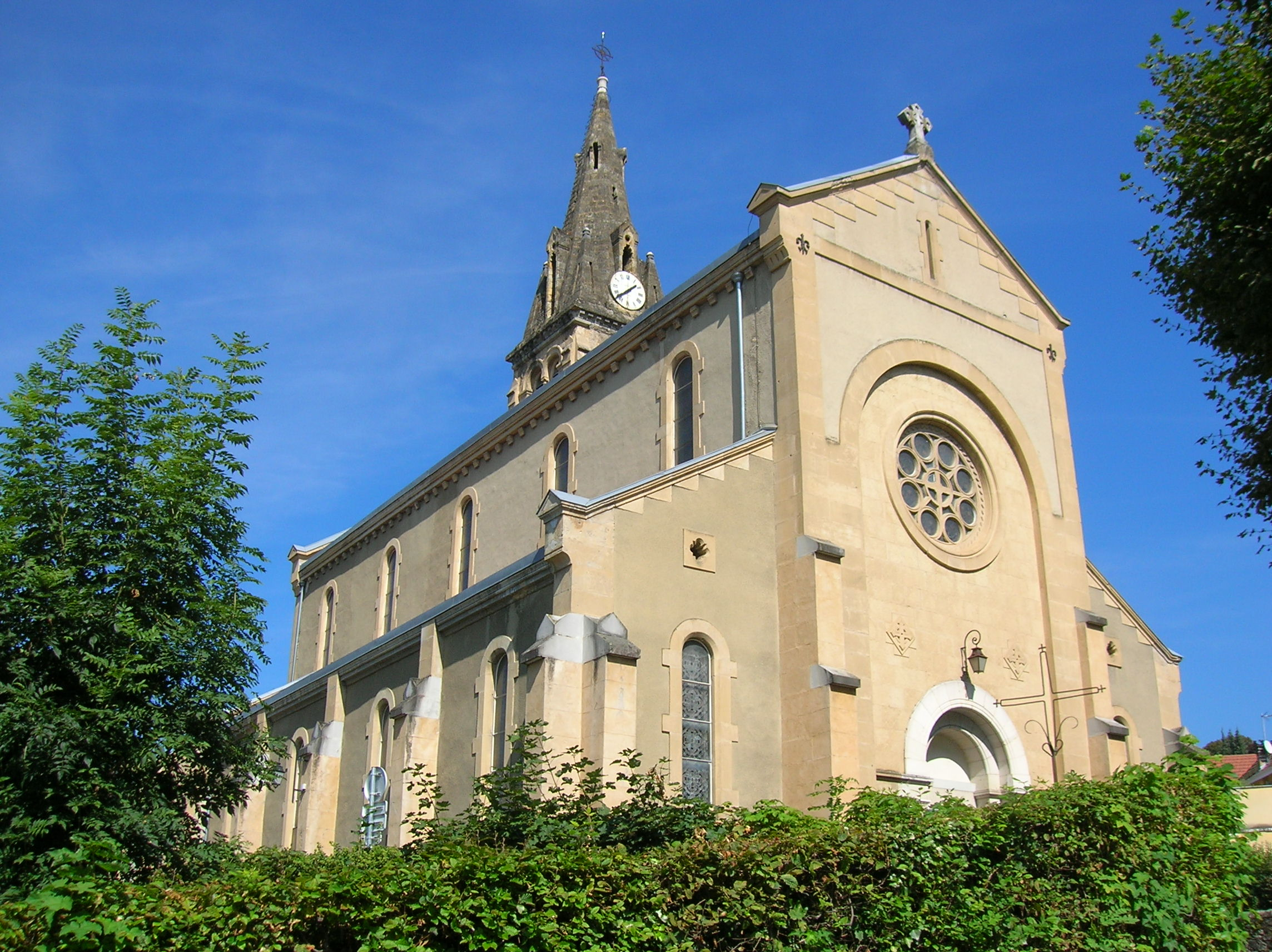
Église Saint-Martin
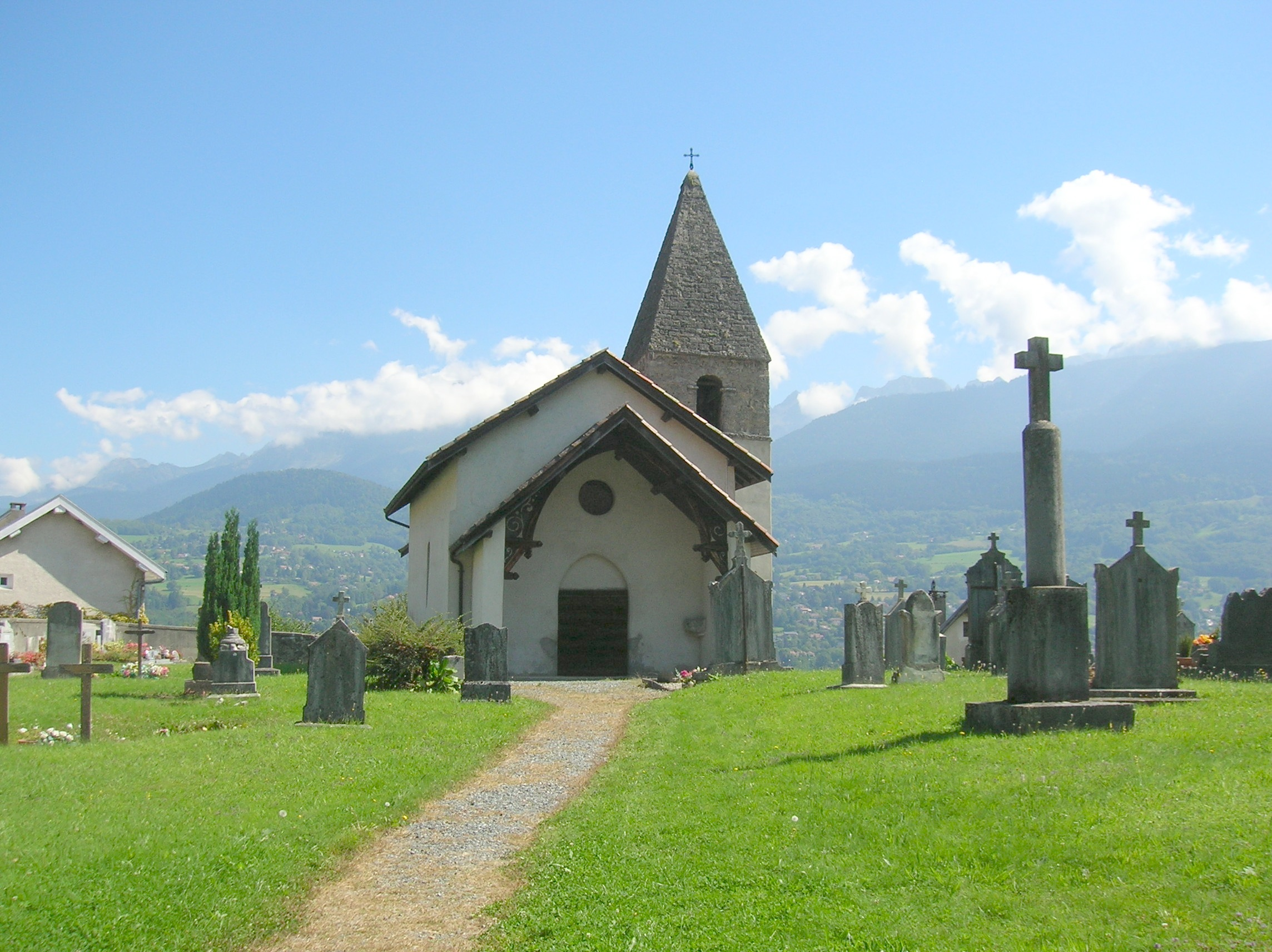
Église Saint-Jean-Baptiste de Villeneuve d'Uriage
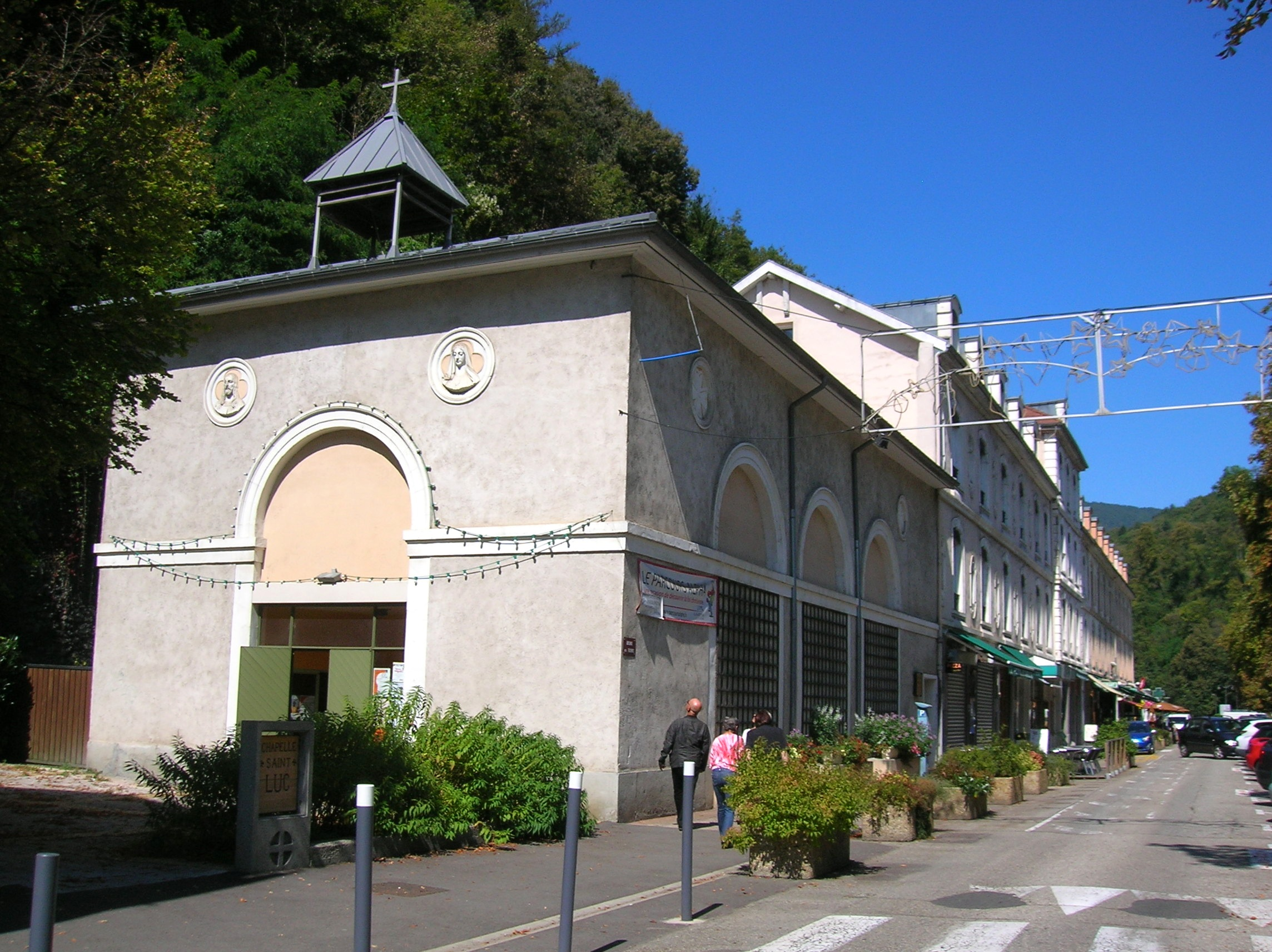
Chapelle Saint-Luc à Uriage-les-Bains

#### Patrimoine civil

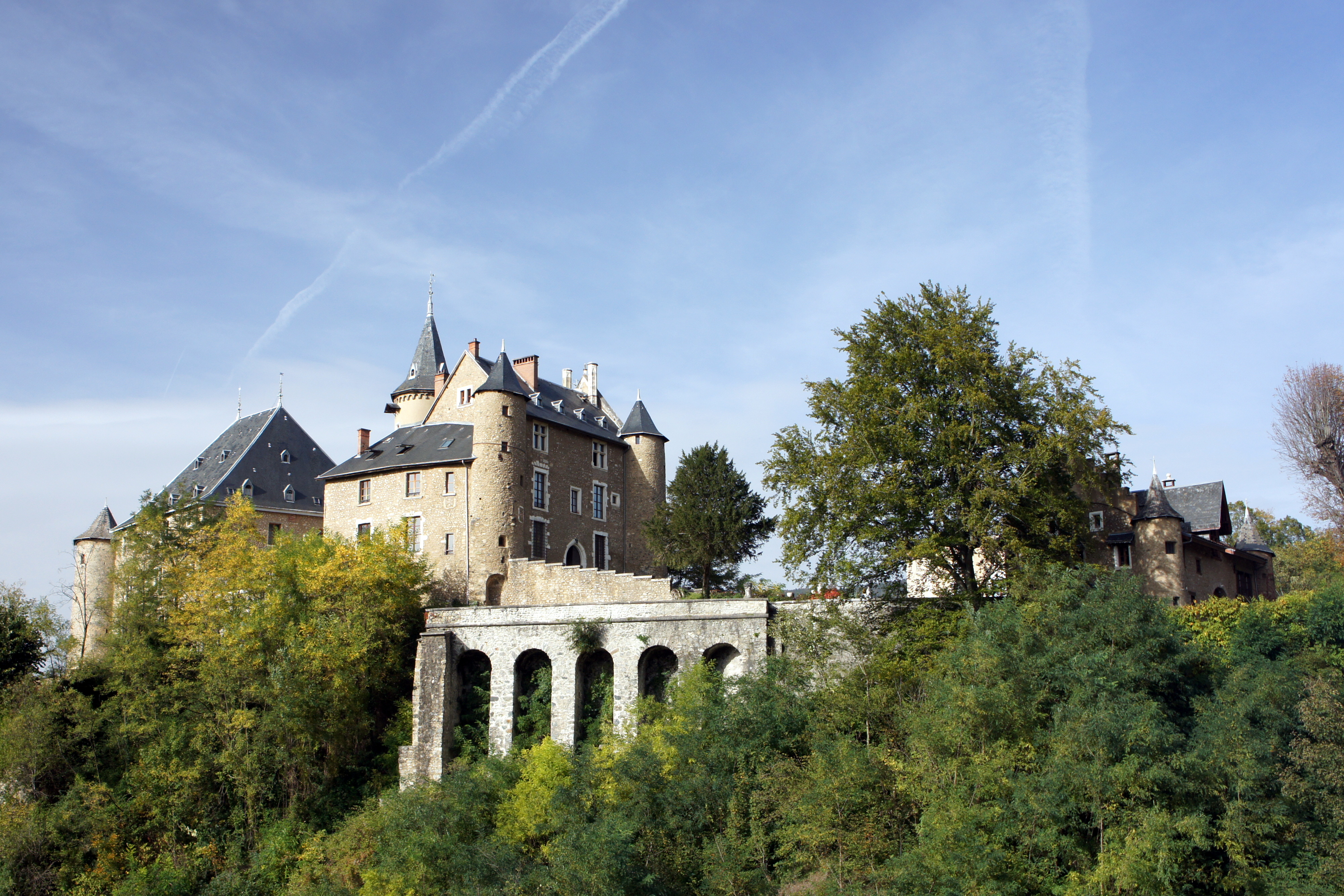
Le château d'Uriage depuis la RD 280

- Le Château d'Uriage, du XVe et XVIe siècles, fait l'objet d'un classement et d'une inscription partielle au titre des monuments historiques : les façades et les toitures du château à l'exterieur, la grande pièce à rez-de-jardin dite l'Orangerie à l'intérieur sont classés par arrêté du 6 février 1990 ; le château, sauf les parties classées, est inscrit par arrêté du 14 septembre 1988[31] (copropriété privée; ouverte à la visite durant les journées européennes du patrimoine).
- Thermes d'Uriage
- Grand Hôtel
- Casino
- Le lavoir
- statue à l'honneur du Docteur Pierre Doyon
- ancienne gare d'Uriage, de 1893[29].
- vestiges de la maison forte de Pinet, ou Bâtie d'Argenson, au Pinet d'Uriage. Elle est citée dans les documents de l'enquête de 1338[29].
- au lieu-dit Le Mas du Pinet, une ancienne bâtisse avec une tour datée de 1611[29].

### Patrimoine culturel

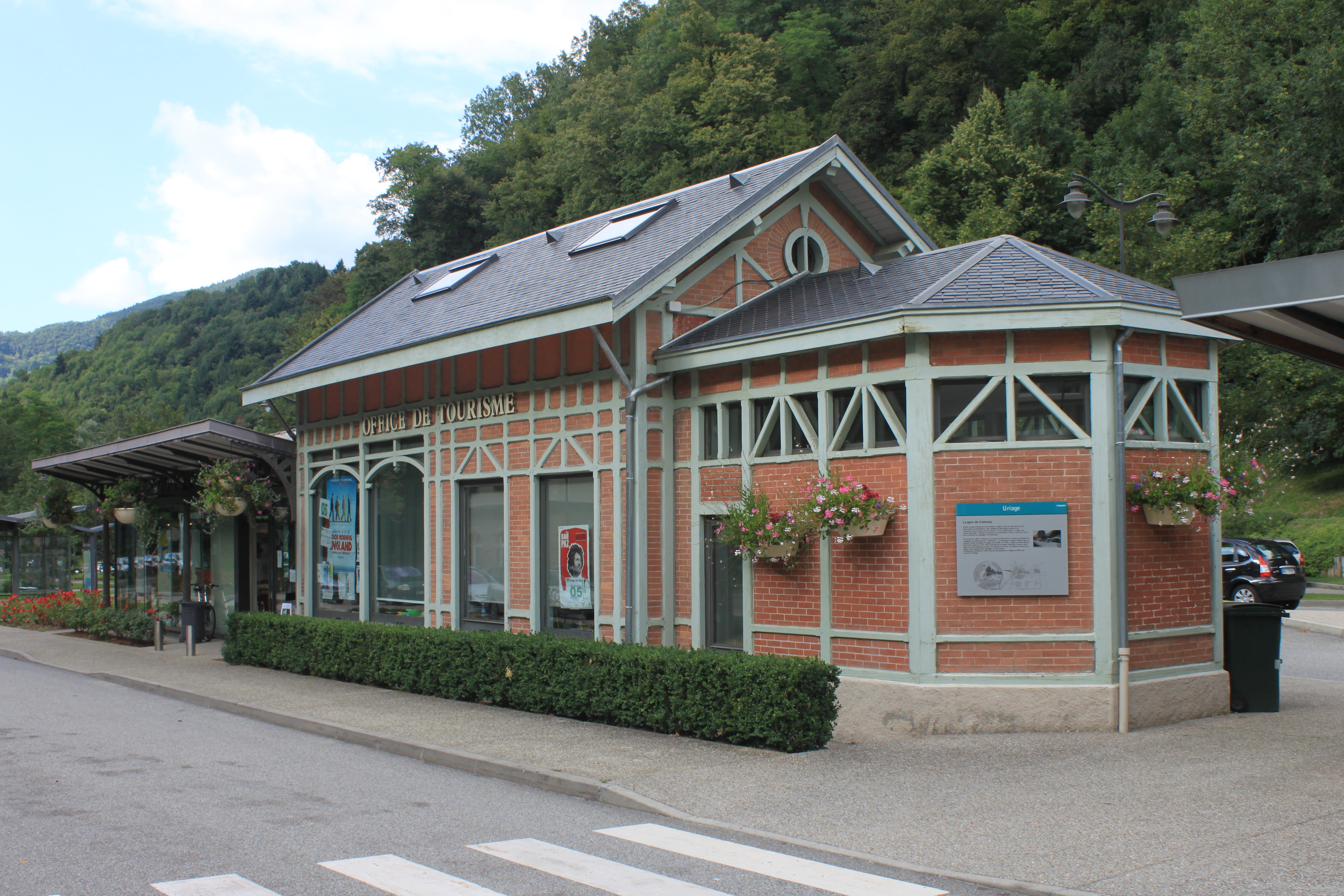
L'office de tourisme à l'entrée d'Uriage-les-Bains.

- Office de tourisme, dans le bâtiment de l'ancienne gare d'Uriage
- Centre culturel du Belvédère : bibliothèque, salle de spectacle dite de l'Oursière (88 places), une salle de réunions (20 places), plusieurs salles d'expositions[32].

### Patrimoine naturel

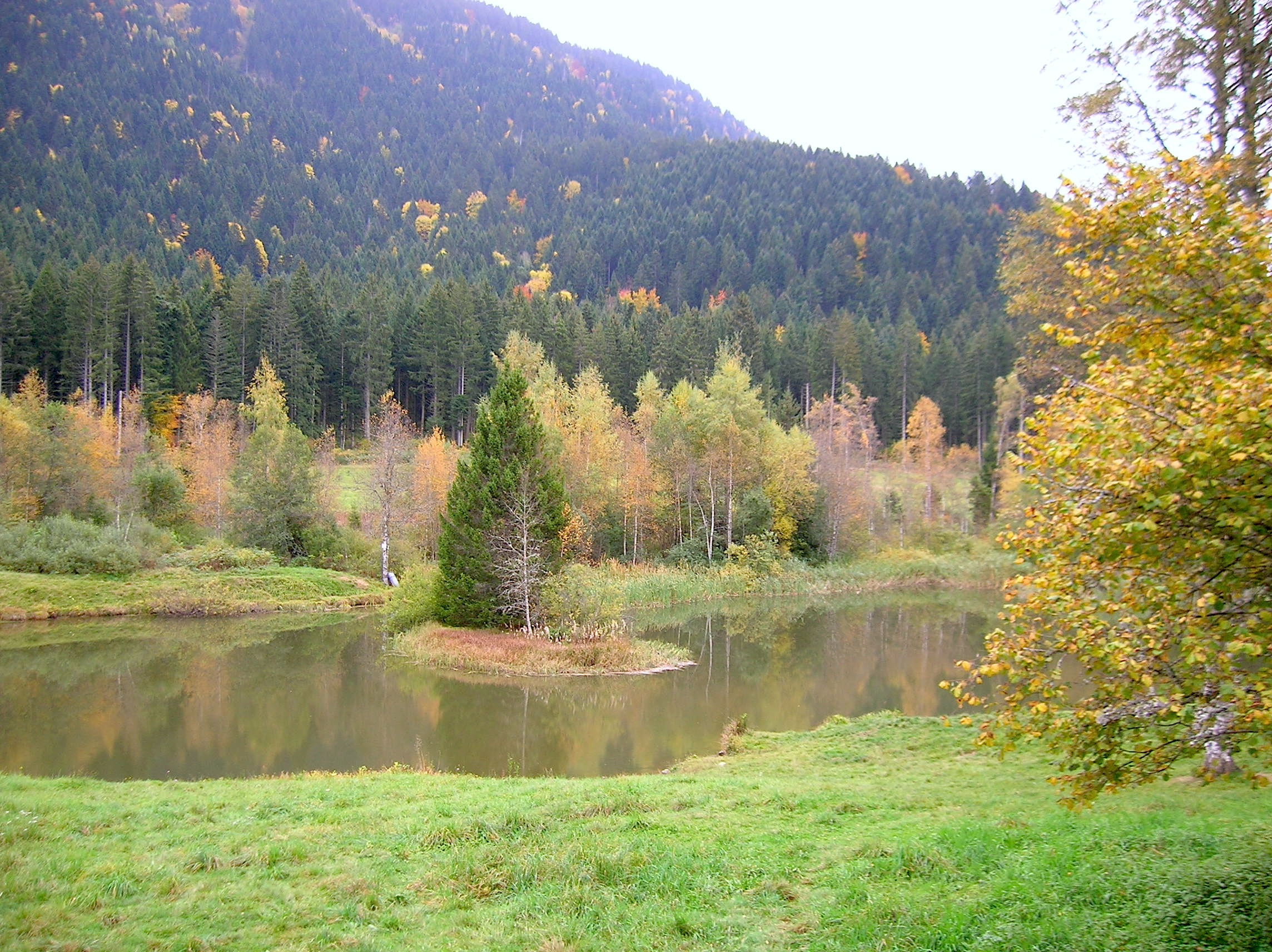
Le Marais de Seiglières.

- Espace naturel sensible du Marais de Seiglières[33],[34].
- Cascade de l'Oursière (site classé)

### Espaces verts et fleurissement
- Le parc thermal d'Uriage les Bains[35] : aménagé sous Napoléon III (1852-1870), ce parc était situé entre les établissements thermaux et les hôtels et villas construits lors du développement de la station thermale, au XIXe siècle. Ce parc, d'une surface d'environ 200 hectares, sur 2 km de long, est encore de nos jours un espace accueillant les promeneurs et les flâneurs. Il comporte diverses espèces d'arbres (dont certains sont bicentenaires), un ruisseau, des allées de promenade entre les pelouses, un ruisseau et un petit pont au-dessus de celui-ci, un kiosque à musique et un carrousel.
- En mars 2017, la commune confirme le niveau « une fleur » au concours des villes et villages fleuris, ce label récompense le fleurissement de la commune au titre de l'année 2016[36].

### Personnalités liées à la commune
- Sami Bouajila, acteur, y a vécu de 2007 à 2019[37]
- Pierre Dunoyer de Segonzac (1906 - 1968), ancien résistant et général de brigade français
- Pierre Allain (1904-2000), alpiniste, mort dans la commune
- Paul Pascalon (1838 - 1914), architecte du casino et du théâtre de l'établissement thermal d'Uriage-les-Bains
- Louis de Saint-Ferriol, bienfaiteur de la commune.
- La marquise Madeleine Françoise de Gauteron (ou Gautheron), fondatrice de l'établissement thermal d'Uriage.
- Baptiste Alexis Victor Legrand, homme politique (né en 1791 - mort à Uriage en 1848).
- Nicolas-François de Langon, seigneur d'Uriage député aux Etats Généraux de 1789.
- La famille Alleman, seigneurs d'Uriage et de Revel, éteinte au XVIe siècle
- Soffrey Alleman, dit le « Capitaine Molard » (? - Ravenne 1512), baron d'Uriage, lieutenant général du Dauphiné, capitaine général des gens de pied de l'armée du roi en Italie, compagnon d’armes de Pierre Terrail de Bayard, dit le chevalier Bayard (1476-1524)

### Héraldique, logotype et devise
| Blason de Saint-Martin-d'Uriage | Blason  | D'argent à un écureuil contourné du même issant d'un bouquet de feuille de sinople. |
| Blason de Saint-Martin-d'Uriage | Détails | Le statut officiel du blason reste à déterminer.                                    |